# Arboreto Lyon
El Arboreto Lyon (en inglés: Lyon Arboretum también denominado como Harold L. Lyon Arboretum) es un arboreto y jardín botánico, de 200 acres (0.8 km²) de extensión total siendo el jardín botánico unas 8 hectáreas, administrado por la Universidad de Hawái en Manoa, en la parte sureste de la isla de Oahu, Hawái.
El Harold L. Lyon Arboretum es miembro del BGCI, de la American Public Gardens Association, y del Center for Plant Conservation.
Su código de reconocimiento internacional como institución botánica (en el Botanical Gardens Conservation International BGCI), así como las siglas de su herbario es HLA.

## Localización
Se ubica en los terrenos de la parte superior del "Manoa Valley" al pie del "Koʻolau Range" y recibe un promedio anual de lluvias de 4190 mm.
Harold L. Lyon Arboretum, 3860 Manoa Road, Manoa, Honolulu county, Oahu island, Hawái HI 96822-1180 United States of America-Estados Unidos de América.
Planos y vistas satelitales.21°19′58.64″N 157°48′5.82″O / 21.3329556, -157.8016167
Se abre todos los días de la semana. Se paga una tarifa de entrada.

## Historia

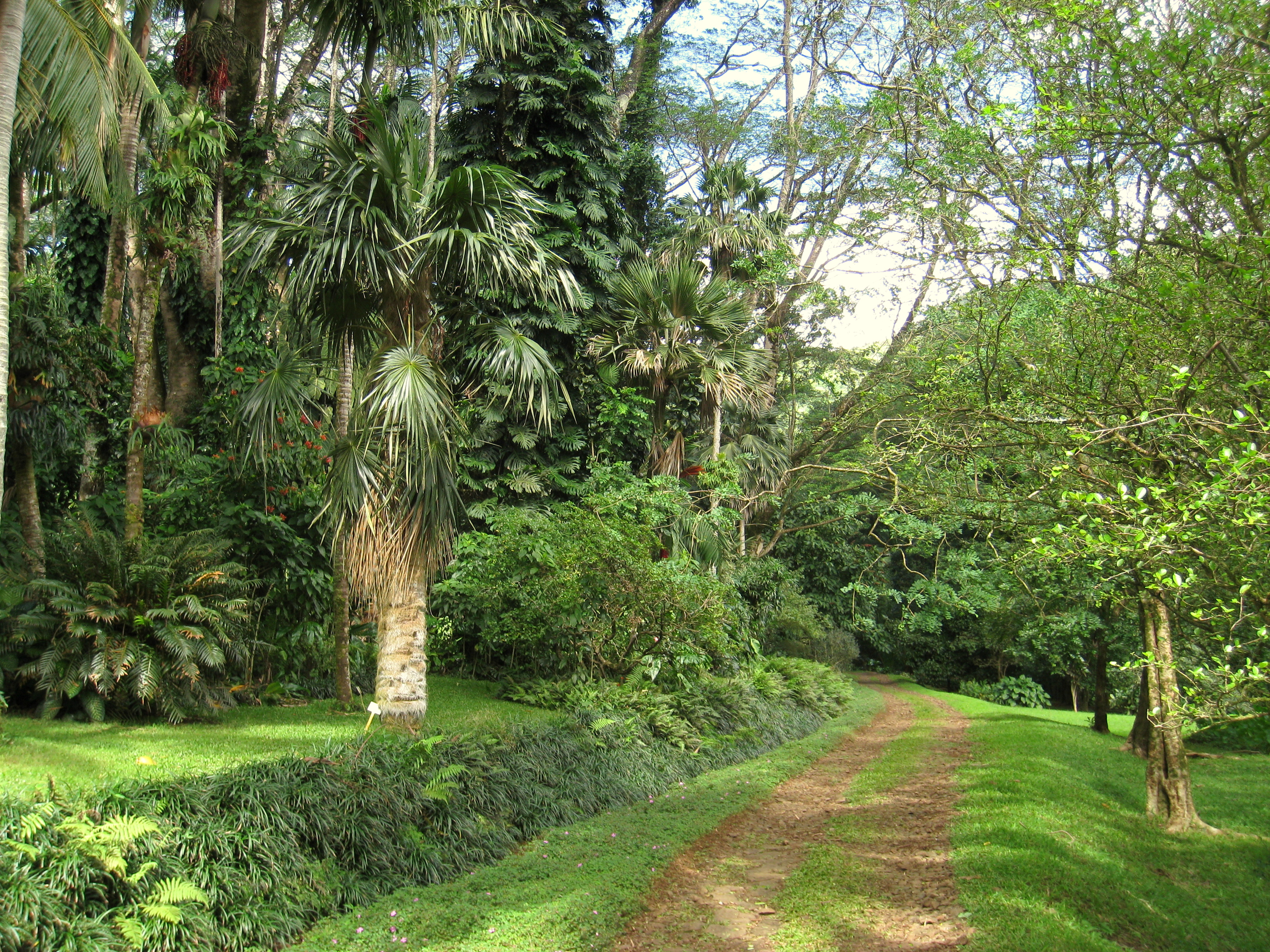
Sendero a través del arboreto.

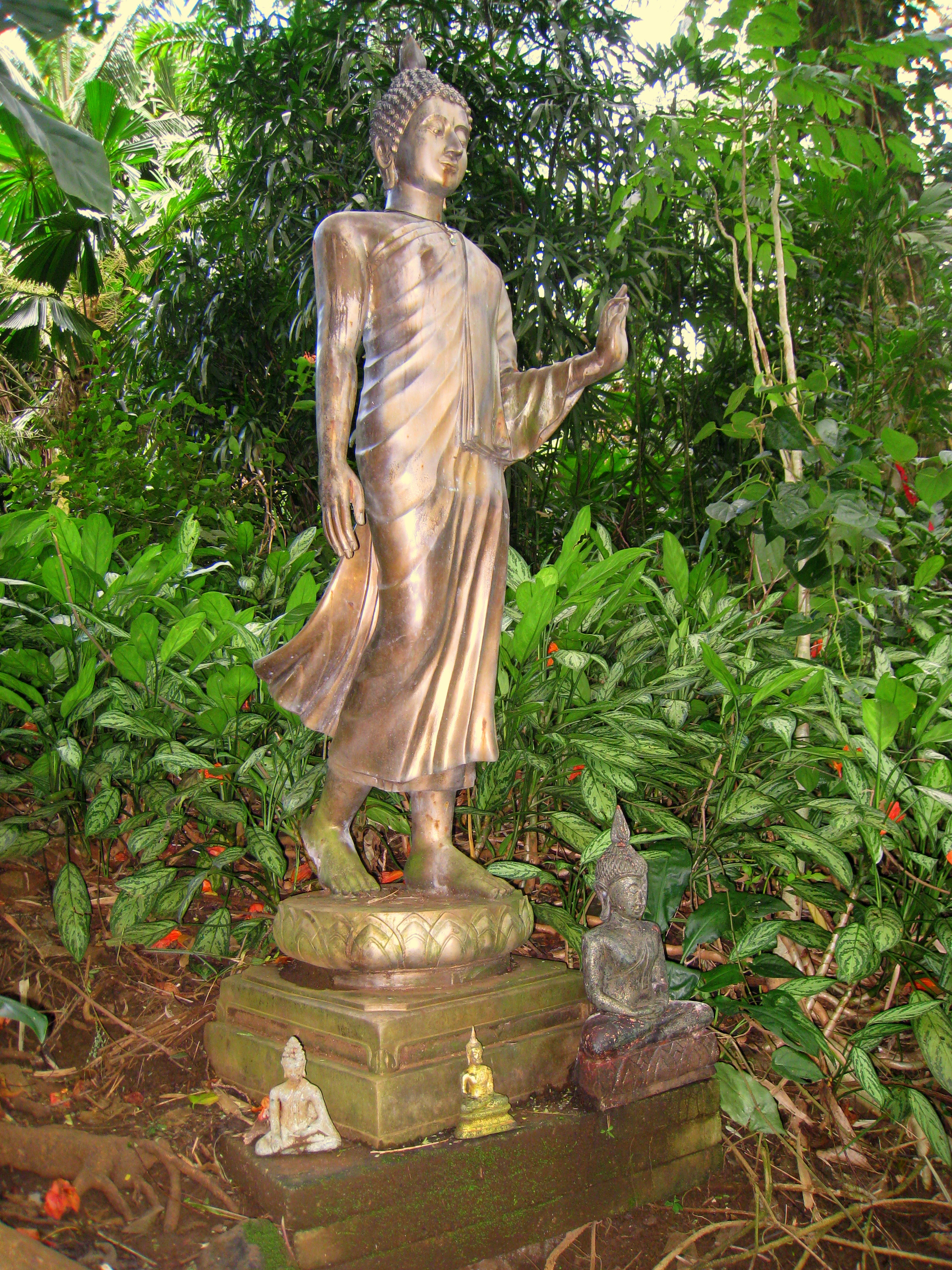
Estatua de Buda.

En la Isla Grande de Hawái, el Manoa Arboretum fue establecido en 1918 por la "Hawaiian Sugar Planters' Association" (Asociación Hawaiana de cultivadores de caña de azúcar) HSPA, para demostrar la restauración de las cuencas de los ríos, para diversas pruebas de especies de árboles para la reforestación, así como recoger las plantas vivas de valor económico.
El director original del arboretum fue el Dr. Harold L. Lyon (1879-1957), un botánico de Minnesota que fue patólogo de plantas para la HSPA. Durante su mandato, Lyon plantó cerca de 2.000 especies de árboles en el sitio.
En 1953, a instancias de Lyon, el HSPA transmitió el sitio del arboretum a la Universidad de Hawaiʻi, con la condición de que el sitio continúe siendo utilizado como un arboretum y jardín botánico a perpetuidad. Tras la muerte de Lyon en 1957, el arboreto fue rebautizado en su honor.

## Colecciones

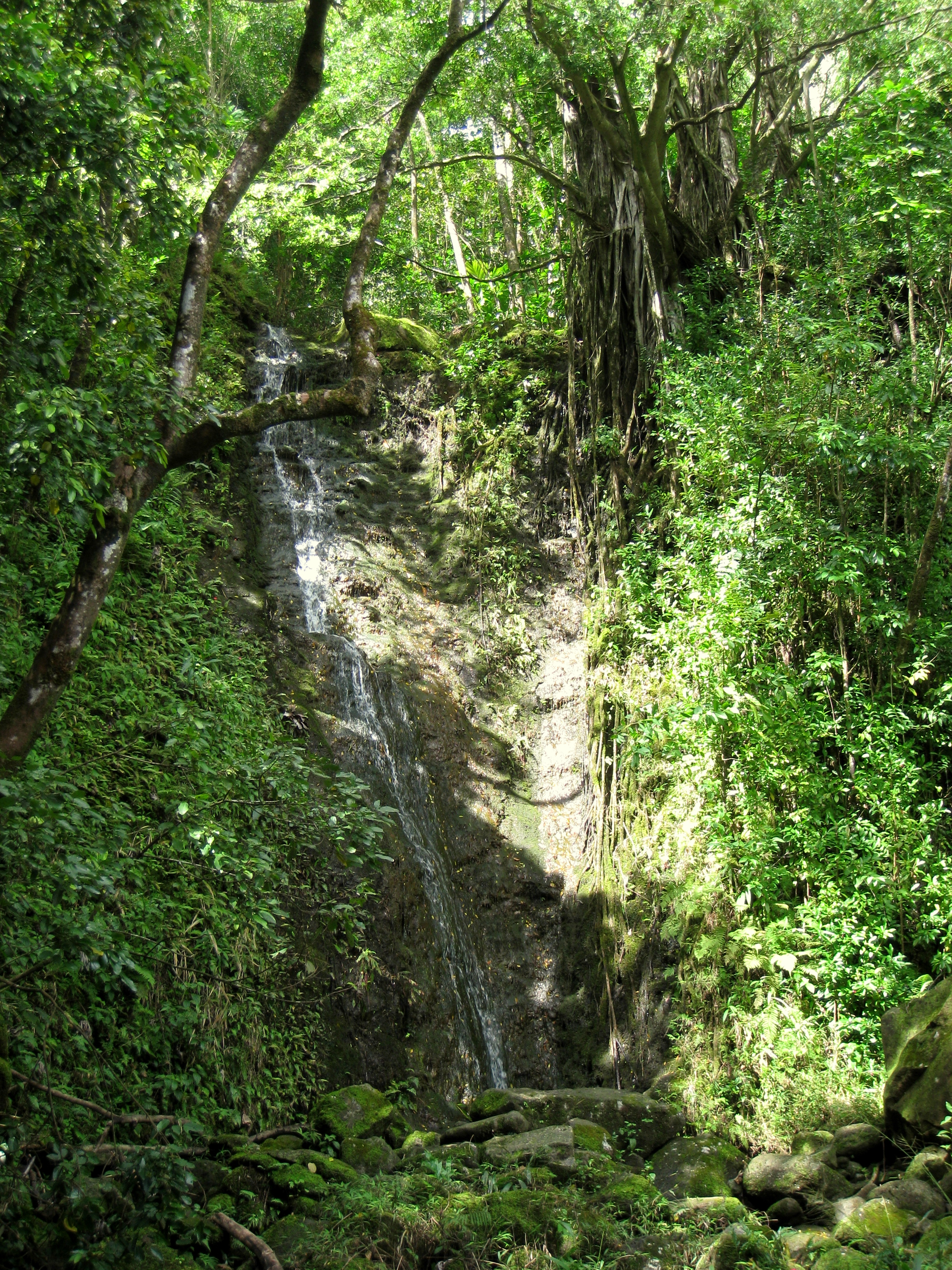
Cascada en el Lyon Arboretum.

Gran parte de la colección botánica del Arboreto se compone de bosque tropical de tierras bajas artificial con numerosos senderos y pequeñas fuentes de agua.
Hoy en día, el Arboreto continúa desarrollando su amplia colección de plantas tropicales, haciendo hincapié en las plantas nativas de Hawái, como Pritchardia spp. (palmas).
Alberga unas 15,000 accesiones centrándose principalmente en las familias de monocotiledóneas palmas, jengibres, heliconias, bromelias, Costaceae, Marantaceae, Palmae, Zingiberaceae, Cordyline, Ficus, Heliconias y Araceae.
Las plantas nativas de Hawái y de la Polinesia tanto de especies cultivadas como silvestres, se muestran en los ecosistemas nativos, etnobotánicos y secciones hawaianas de los jardines.
El "Lyon Arboretum" también mantiene un activo banco de semillas.
El equipo del "Lyon Arboretum" edita la publicación Lyonia journal.

## Alrededores
El "Lyon Arboretum" es adyacente a los terrenos propiedad de la Junta de Aguas de la Ciudad de abastecimiento de agua, así como de la conservación del suelo del Estado y el emplazamiento del antiguo Parque Paraíso.
"Paradise Park", un antiguo parque temático de espectáculos de aves entrenadas y el restaurante "Treetops", se confunde frecuentemente con el "Lyon Arboretum", pero son entidades separadas.
Los fondos para la compra de la parcela "Paradise Park" fueron reunidos por el Estado en 2002, pero la compra fue rechazada por los gobernadores Ben Cayetano y Linda Lingle.